# Karačaj (jezero)
Jezero Karačaj (rusko Карача́й) je majhno jezero na jugu gorovja Ural v zahodni Rusiji. Od leta 1951 ga je Sovjetska zveza izrabljala kot odlagališče radioaktivnih odpadkov iz kompleksa Majak, bližnjega skladišča odpadkov in predelovalnega obrata, ki se nahaja v Ozjorsku v Čeljabinski oblasti. Kot del ruskega programa za jedrsko orožje je bil Majak znan tudi pod imenom Čeljabinsk-40, sicer pa se je prva hujša jedrska nesreča na svetu zgodila ravno v omenjenem kompleksu, 29. septembra 1957, zaradi napake v hladilnem sistemu.
Glede na poročilo organizacije Worldwatch Institute s sedežem v Washingtonu D.C. naj bi bilo jezero najbolj radioaktivno onesnažen kraj na svetu. Skozi leta se je raven radioaktivnosti povzpela na okoli 4,44 eksabekerelov (Ebq), kar vključuje 3,6 EBq cezijevega izotopa 137 (137Cs) in 0,74 EBq stroncijevega izotopa 90 (90Sr). Leta 1990 je ekspozicijska doza sevanja v jezeru znašala okoli 600 röntgenov (R) na uro, kar bi v roku ene ure ubilo človeka.
Od začetka 60. let 20. stoletja se je jezero začelo krčiti: od prvotne površine okoli 0,5 km2 se je skrčilo na 0,15 km2 do konca leta 1993. Leta 1968, v času hude suše v regiji, je veter odnašal radioaktivni pesek iz izsušenega dna, zaradi česar je bilo radioaktivnosti v ravni 185 petabekerelov (PBq) oz. 5 MCi izpostavljenih okoli pol milijona ljudi.